# North Falmouth (Massachusetts)
North Falmouth es un lugar designado por el censo ubicado en el condado de Barnstable en el estado estadounidense de Massachusetts. En el Censo de 2010 tenía una población de 3.084 habitantes y una densidad poblacional de 179,82 personas por km².

## Geografía
North Falmouth se encuentra ubicado en las coordenadas 41°38′31″N 70°37′51″O / 41.64194, -70.63083. Según la Oficina del Censo de los Estados Unidos, North Falmouth tiene una superficie total de 17.15 km², de la cual 10.12 km² corresponden a tierra firme y (40.98%) 7.03 km² es agua.

## Demografía
Según el censo de 2010, había 3.084 personas residiendo en North Falmouth. La densidad de población era de 179,82 hab./km². De los 3.084 habitantes, North Falmouth estaba compuesto por el 95.53% blancos, el 0.94% eran afroamericanos, el 0.13% eran amerindios, el 1.01% eran asiáticos, el 0.03% eran isleños del Pacífico, el 0.71% eran de otras razas y el 1.65% pertenecían a dos o más razas. Del total de la población el 0.78% eran hispanos o latinos de cualquier raza.